# Gundula Gwenn Hiller
Gundula Gwenn Hiller ist eine deutsche Professorin für Beratungswissenschaften mit Schwerpunkt auf interkulturelle Kompetenz und Migration.

## Leben und Karriere
Gundula Gwenn Hiller ist Professorin an der Hochschule der Bundesagentur für Arbeit in Mannheim, wo sie sich insbesondere mit interkultureller Kompetenz, Diversity und Migration befasst. Ihre Schwerpunkte in der Lehre und Forschung umfassen unter anderem sprach- und kultursensible Beratung, Diversitäts- und antidiskriminierungssensible Gesprächsführung sowie Zukunftskompetenzen und Inclusive Leadership.

## Publikationen

### Sach- und Fachbücher (Auswahl)
- Was wir von anderen Kulturen lernen können: für neue Perspektiven auf uns und die Welt (2022). Eintrag im Katalog der Deutschen Nationalbibliothek
- Interkulturelle Kompetenz online vermitteln (2024), Hrsg. Gundula Gwenn Hiller, Ulrike Zillmer-Tantan, Reema Fattohi. Eintrag im Katalog der Deutschen Nationalbibliothek
- Eine Frage der Perspektive, 2 (2021) von Gundula Gwenn Hiller. Eintrag im Katalog der Deutschen Nationalbibliothek
- A Matter of Perspective. Critical Incidents from the point of view of Studentenwerke and higher education institutions, Deutsches Studentenwerk (Hg.), Berlin, 2018. (online (PDF))
- Eine Frage der Perspektive. Critical Incidents aus Studentenwerken und Hochschulverwaltung, Deutsches Studentenwerk (Hg.), Berlin, 2016. (online)
- Interkulturelle Kommunikation und Kompetenz / Toolbox für deutsch-französische Studiengänge, in Kooperation mit der Deutsch-Französischen Hochschule, Universität des Saarlandes, Université de Haute Alsace, 2016.(online (PDF))
- Schlüsselqualifikation Interkulturelle Kompetenz an Hochschulen. Grundlagen, Konzepte, Methoden, VS Verlag für Sozialwissenschaften, Wiesbaden, 2010, Hg.: Gundula Hiller, Susanne Vogler-Lipp. doi:10.25656/01:11093

### Akademische Schriften (Auswahl)
- Exploring intercultural insights through the critical incident research method. In: Intercultural Relations – Journal of Cultural Studies; Special Issue 2/2023 (Winter 2023): Domain-specific vs general approaches to multidisciplinary research of Culture.
- Achtsamkeit und Identitätsaushandlung: Stella Ting-Toomey revisited; In: Interculture Journal N.38; Jubiläumsausgabe: 25 Jahre IKS.
- How Language Use Can Empower Women - The Discourse On Gender-Equitable Language In Germany; In: Women's Empowerment for a Sustainable Future, Hg: Claude-Hélène Mayer, Elisabeth Vanderheiden, Orna Braun-Lewensohn, Gila Chen, Kiyoko Sueda, Brightness Mangolothi, Saba Safdar, Soyeon Kim, Springer-Verlag. doi:10.1007/978-3-031-25924-1_42
- Zeitgemäße interkulturelle Kompetenzentwicklung in Hochschule und Wissenschaft; In: Personal in Hochschule und Wissenschaft entwickeln, Ausgabe 1, 2023; S. 49–63.
- Selbstfürsorge für BeraterInnen (2022) von Gundula Gwenn Hiller. Eintrag im Katalog der Deutschen Nationalbibliothek
- Mehrsprachigkeit in der Verwaltung im Spannungsfeld zwischen Gesetzes- und Kundenorientierung am Beispiel der Bundesagentur für Arbeit. In: Lacheny, M./Rentel, N./Schwerter, St.: It’s all Greek to me. Mehrsprachigkeit aus interdisziplinärer Sicht. Stuttgart: Ibidem. S. 169–188.
- Kultursensible Beratungskompetenz im Hochschulkontext. In: Alois Moosmüller (Hg.): Interkulturelle Kompetenz – kritische Perspektiven. Münster, Waxmann Verlag, S. 349–364.
- Translation Errors in Higher Education. In: Ní Ríordáin, Clíona / Schwerter, Stephanie (ed.) Speaking like a Spanish Cow: Cultural Errors in Translation. S. 181–204.
- „In Germany you have no idea what the professor expects“ – Wie werden Erwartungen und Kriterien zu Leistungsnachweisen kommuniziert? In: Hartz, S./Marx, S. (Hg.): Leitkonzepte der Hochschuldidaktik: Theorie – Empirie – Praxis. Reihe: Blickpunkt Hochschuldidaktik, W. Bertelsmann Verlag, S. 166–176.
- Intercultural peer tutoring competences as a part of learning development in an international Higher Education context. (Co-Autorinnen: Jannike Hille/Stefanie Vogler-Lipp). In: Journal of Learning Development in Higher Education. (online). Peer-reviewed.
- Hier hoch gelobt – dort gescheitert: Wenn Lehr- und Lernpraktiken anders sind als an der Heimatuniversität. In: Mondial. Journal für interkulturelle Perspektiven.
- Innovative Methods for Promoting and Assessing Intercultural Competence in Higher Education. In: 2010 Developing and Assessing Intercultural Competence Conference Proceedings. Edited by CERCLL (Center for Educational Resources in Culture, Language and Literacy), University of Arizona, Tucson, USA. p. 29. Online-Dokument, Internetquelle:http://cercll.webhost.uits.arizona.edu/lib/exe/fetch.php/conferences/2010/proceedings/hiller-innovative_methods.pdf. Peer- reviewed.
- Developing an Intercultural Competence Program at an inter- national cross-border university. Co-Author: Maja Wozniak, In: Journal of Intercultural Education. Volume 20, Issue S1-2 October 2009, S. 113–124. Peer-reviewed.
- Identifying Intercultural Problems between German and Polish Students using the Extended Critical Incident Analysis [37 paragraphs]. Forum Qualitative Sozialforschung/Forum: Qualitative Social Research, 10(1), Art. 45, [Online Journal], Online-Dokument, Internetquelle: http://www.qualitative-research.net/index.php/fqs/article/view/1249. S. 17. Peer-reviewed.
- Der Einsatz der „Erweiterten Critical Incident Analyse“ in der kulturkontrastiven Forschung [36 Absätze]. Forum Qualitative Sozialforschung/Forum: Qualitative Social Research, 10(1), Art. 45, [Online Journal], Online-Dokument, Internetquelle: http://nbn- resoving.de / urn:nbn:de:0114-fqs0901453. 18 S. Peer-reviewed.

### Zeitschriftenartikel (Auswahl)
- Eine Frage der Perspektive: Kultursensible Beratung in der Arbeitsvermittlung. Co-Autorin: Zillmer-Tantan, Ulrike (2025): In: forum arbeit 04/24.
- Die Luft lesen – Was wir von anderen Kulturen überKommunikation lernen können. In: Die Mediation; Fachmagazin für Konfliktlösung – Entscheidungsfindung – Kommunikation; 1/2024, S. 28–31.
- Kulturelle Diversität als Lernquelle, Es geht auch anders, in: managerSeminare 304; 6/2023.
- Was wir von den Schweden für uns lernen können, in: Start Up Valley Magazin 1/2023; S. 88–69.
- Nunchi – Die Superpower aus Korea für die Praxis, in: Die Mediation; Fachmagazin für Konfliktlösung – Entscheidungsfindung – Kommunikation; 1/2023, S. 85–87.

## Rezeption
Hillers Werk und Fachwissen wurden in verschiedenen Medien rezipiert. Ein Interview zu ihrem Buch „Was wir von anderen Kulturen lernen können“ wurde in der Ausgabe 03/23 des Personalmagazins veröffentlicht, und in managerSeminare 07/23 gab es einen größeren Beitrag zu ihrem Buch. Zudem sprach sie im Hamburger Abendblatt (Nr. 127, 3. Juni 2023) über gendersensible Kommunikation in Beruf und Karriere. 2025 war sie zu Gast in der Radiosendung „WDR 5 Tagesgespräch“.